# Beautiful Tragedy
Albums de In This Moment
The Dream
(2008)
Singles
1. Prayers
Sortie : 28 novembre 2006
2. Beautiful Tragedy
Sortie : 2007
3. Surrender
Sortie : 2007

Beautiful Tragedy est le premier album studio du groupe californien de metalcore In This Moment sorti le 20 mars 2007 sur le label Century Media Records,.

## Liste des titres
Toutes les paroles sont écrites par Maria Brink, toute la musique est composée par In This Moment.
| No  | Titre                   | Durée |
| --- | ----------------------- | ----- |
| 1.  | Whispers of October     | 1:06  |
| 2.  | Prayers                 | 3:46  |
| 3.  | Beautiful Tragedy       | 4:01  |
| 4.  | Ashes                   | 3:51  |
| 5.  | Daddy's Falling Angel   | 4:12  |
| 6.  | The Legacy of Odio      | 4:07  |
| 7.  | This Moment             | 3:58  |
| 8.  | Next Life               | 3:58  |
| 9.  | He Said Eternity        | 3:51  |
| 10. | Circles                 | 4:11  |
| 11. | When the Storm Subsides | 4:43  |